# Johann von Braine
Johann von Braine, oder Johann von Dreux (* 1198; † November 1239 in Palästina), war ein Graf von Vienne und Mâcon (iure uxoris).
Johann war ein jüngerer Sohn von Robert II., Graf von Dreux und Braine, und der Yolande von Coucy. Zwischen den Jahren 1218 und 1227 heiratete er die Gräfin Alix von Vienne und Mâcon († um 1260).
Johann war als Trouvère tätig, vier Lieder sind von ihm überliefert. Er nahm 1218 am Kreuzzug von Damiette (5. Kreuzzug) und 1226 am Albigenserkreuzzug des Königs Ludwig VIII. teil. 1238 vereinbarten er und seine Frau den Verkauf von Mâcon für 10.000 livres tournois und einer jährlichen Rente von 1.000 livre tournois an die französische Krone. Ein Teil des Geldes nutzte Johann zur Finanzierung seiner Teilnahme am Kreuzzug der Barone, auf dem er vermutlich im November 1239 starb. Seine Frau verkaufte Vienne nach seinem Tod an ihre Tante Beatrix.

## Weblink
| Vorgänger  | Amt                                        | Nachfolger    |
| ---------- | ------------------------------------------ | ------------- |
| Gerald II. | Graf von Vienne (de iure uxoris) 1224–1240 | Beatrix       |
| Gerald II. | Graf von Mâcon (de iure uxoris) 1224–1238  | Domaine royal |

| Personendaten    | Personendaten             |
| ---------------- | ------------------------- |
| NAME             | Johann von Braine         |
| ALTERNATIVNAMEN  | Johann von Dreux          |
| KURZBESCHREIBUNG | Graf von Vienne und Mâcon |
| GEBURTSDATUM     | 1198                      |
| STERBEDATUM      | November 1239             |
| STERBEORT        | Palästina                 |